# Ocalenie Atlantydy
Ocalenie Atlantydy – powieść Zyty Oryszyn wydana 2012 w Warszawie przez wydawnictwo „Świat Książki”, poświęcona przesiedleńcom z ziem wschodnich i ich losom w czasach PRL-u.
Ocalenie Atlantydy powstawało przez wiele lat – pierwsze prace nad tekstami autorka rozpoczęła w latach 80. XX wieku. Niektóre fragmenty ukazywały się przez lata w czasopismach (m.in. w „Kulturze Niezależnej”, „Odrze”, „Charakterach”, „Rzeczpospolitej”, „PoMoście” i „Gazecie Bankowej”), natomiast fragment pt. Cudza skóra. Historia choroby, historia żałoby został włączony w 1992 roku do wspólnego wydania wraz z powieściami Czarna iluminacja i Madam Frankensztajn. Całość została ukończona w 2011 roku i ukazała się po raz pierwszy w 2012 r.
W 2013 Ocalenie Atlantydy otrzymało Nagrodę Literacką dla Autorki Gryfia, przyznawaną podczas Festiwalu Literatury Kobiet Gryfia, i Nagrodę Literacką Gdynia w kategorii proza. Książka znalazła się także wśród 20 pozycji nominowanych do Nagrody Literackiej „Nike”.